# Patan (Nepal)
Patan (पाटन - Pāṭana), anche conosciuta come Lalitpur, è una municipalità e una delle maggiori città del Nepal. 
Patan è considerata la più antica tra le città reali nella valle di Katmandu (Katmandu, Patan, Bhaktapur), l'UNESCO l'ha dichiarata patrimonio dell'umanità.

## Storia e leggende
Si ritiene che sia stata fondata nel III secolo a.C. dalla dinastia Kirat e successivamente ampliata dai Lichavi nel VI secolo. Fu poi ancora estesa dai Malla in età medievale.
Ci sono molte leggende che riguardano il suo nome. La più popolare è quella del maestro Matsyendra, che da Kamaru Kamachhya (nell'Assam, India), fu condotto nella valle da tre persone ciascuna rispettivamente rappresentante uno dei tre regni della valle stessa. Uno di essi era Lalit, un contadino che trasportò personalmente il maestro che era stato "prelevato" per risolvere il grave problema della peggiore siccità mai occorsa in quelle terre, si riteneva infatti che avrebbe potuto far piovere sulla zona. Grazie agli sforzi di Lalit, il maestro si insediò (o fu insediato) in loco e molti ritengono che il nome Lalitpur (il suffisso "pur" significa "città") sia appunto in onore di Lalit.
Si dice anche che sia stata fondata dal re Veer Deva nel 299, ma c'è unanimità fra gli studiosi nell'obiettare che Patan era già ben sviluppata da tempi remoti e che molte tracce storiche, oltre a molte altre leggende, indicano che Patan sia la città più antica della valle.
Un altro racconto molto antico suggerisce che Patan sia stata fondata dai Kirat molto prima che i Lichavi facessero la loro comparsa sulla scena politica di Kathmandu. E, sempre secondo questo racconto, la prima capitale dei Kirat sarebbe stata Thankot. L'attuale capitale Kathmandu sarebbe stata con buona probabilità spostata da Thankot a Patan dopo l'ascesa di Re Yalamber (sempre dei Kirati), intorno al II secolo.
Uno dei nomi più usati per indicare la città nella lingua newar è Yala. Si è congetturato che Yalamber abbia dato il suo stesso nome alla città e che da allora la città sia rimasta nota come Yala.

### Terremoto dell'aprile 2015
Il 25 aprile 2015 un catastrofico terremoto di magnitudo 7,8 ha colpito Katmandu ha gravemente danneggiato l'area monumentale di piazza Patan Durbar.

## Geografia fisica

### Territorio

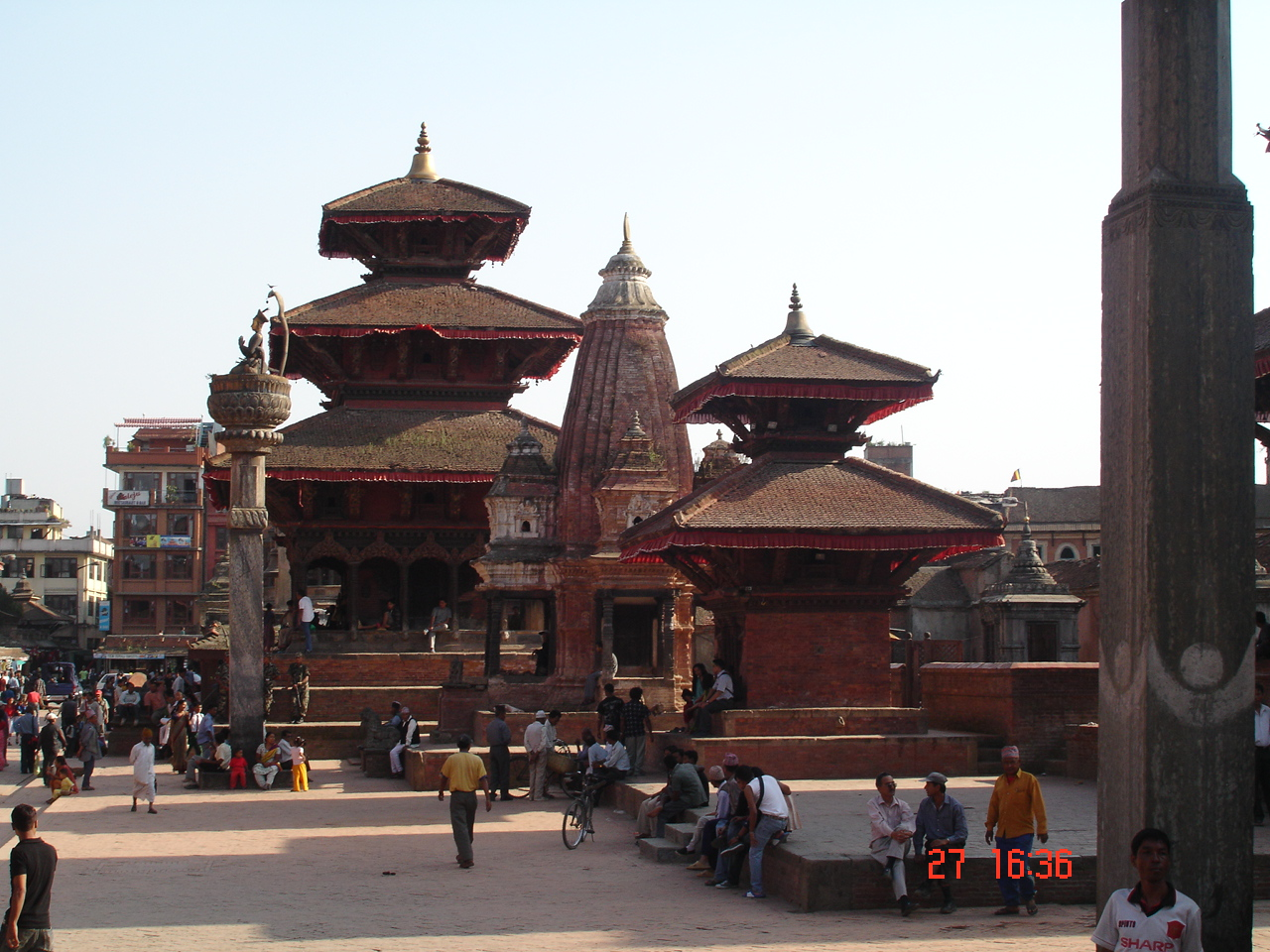
Durbar Durbar Square a Patan

Patan è situata in una zona elevata della Valle di Kathmandu a sud del fiume Bagmati, che lo separa dalla città di Kathmandu. È tra le città più grandi del Nepal assieme a Kathmandu, Pokhara, e Biratnagar. Patan possiede un'area di 15.43 km² ed è divisa in 22 municipalità.

### Clima
Il clima è contraddistinto da alte temperature e piogge distribuite uniformemente durante l'anno; secondo la Classificazione dei climi di Köppen è un "clima temperato umido in tutte le stagioni, con estati molto calde".

## Il patrimonio dell'umanità
L'area monumentale di piazza Patan Durbar è una delle sette zone monumentali della valle di Kathmandu. Le sette zone furono incluse nella lista dei patrimoni dell'umanità nel 1979 come unico sito aggregato. Tutte queste zone sono protette ai sensi della legge sulla tutela dei monumenti del 1956. La zona monumentale di Patan è delimitata da pietre miliari lungo il perimetro del territorio.

## La cattedrale cattolica di Lalitpur
Nella città sorge la cattedrale dell'Assunzione della Beata Vergine Maria, sede del vicariato apostolico del Nepal ed unico edificio di culto cattolico autorizzato nel Paese. La cattedrale, consacrata nel 1995 dal cardinale Jozef Tomko, è stata oggetto di un attentato nel 2009.